# Анна Ліз
Анна Ліз (нар. 7 березня 1981) — оперна співачка з Нової Зеландії. Володіє оперним сопрано. Проживає в Тоскані. 2006 року дебютувала в Ковент-Гарденському Королівському оперному театрі з роллю Мюзетти в опері Джакомо Пуччіні Богема.

## Життєпис
Народилася і виросла в місті Вудвілл. Пізніше родина переїхала до Палмерстона. Тут Анна навчалася в середній школі для дівчат, де була музичним капітаном у 7 класі.
2001 — стипендія «Дама сестри Мері Лео».
2002 — «Lexus Song Quest», стипендія «Арія Локвуд».
У листопаді 2002 року, перш ніж переїхати до Лондона, щоб навчатися в Королівському музичному коледжі та в Benjamin Britten International Opera School, Анна Ліз закінчила Університет Отаго і престижні курси оперних співаків Lexus Song Quest.
У 2003 році в Сіднеї — стипендія «Акція Макдональдс Арія».
2004 року виграла вокальний конкурс Королівської закордонної ліги і була визнана найкращим зарубіжним конкурентом.
2005 — отримала премію Річарда Таубера.
2006 року взяла участь у програмі All-Mozart з Шотландським симфонічним оркестром.
Анна Ліз — артистка музичного колективу Classical Opera Company, з яким вона виконувала партію графині Розіни у Весіллі Фігаро Моцарта. У рідній Новій Зеландії вона виконувала партію Ілії, дочки троянського царя Пріама в опері Моцарта Ідоменей, цар Критський.
У її дебютному концерті, випущеному EMI у 2008 році представлені твори Мануеля Де Фалла, Ріхарда Штрауса, Йоханнеса Брамса, Герберта Х'юза, Юбера Паррі, Артура Сомервелла, Герберта Хоуелса та Пітера Варлока.
У березні 2009 року дебютувала в Північній Америці, виконуючи роль Мюзетти в опері Богема з провідною оперною трупою Канади — Canadian Opera Company.
В 2010 році отримала відзнаку Фонду мистецтва Нової Зеландії за співпрацю з Школою співів в Нейпірі.
У 2011 році Анна представляла Нову Зеландію на змаганнях BBC Cardiff Singer of World, у престижному конкурсі оперних співаків, який відбувається кожні два роки в місті Кардіфф.